# Sizilische Zwergiris
Die Sizilische Zwergiris (Iris pseudopumila) ist eine Pflanzenart aus der Familie der Schwertliliengewächse (Iridaceae).

## Merkmale
Der Wurzelstock ist kräftig. Der Stängel ist bis zu 25 Zentimeter lang. Die Blätter sind bis 15 Millimeter breit, spitz und lanzettlich bis sichelförmig. Sie überdauern den Winter. Die Blüten sind einzeln und violett, ganz gelb oder lediglich die drei äußeren Hüllblätter violettbraun gefärbt. Die äußeren Hüllblätter sind 5 bis 7,5 Zentimeter lang und gelbbärtig, ihre Enden sind nach außen gebogen. Die inneren Hüllblätter sind aufrecht und zusammenneigend. Sie sind etwa genauso lange wie die äußeren, ihre Lippe ist breitelliptisch. Die Blütenröhre ist 5 bis 7,5 Zentimeter lang. Die Hochblätter sind bis 12 Zentimeter lang und umschließen die Blütenröhre beinahe vollständig. Zum Teil werden sie von den Blättern verdeckt.
Die Chromosomenzahl beträgt 2n = 16.

## Vorkommen
Die Sizilische Zwergiris kommt im zentralen Mittelmeerraum vor. Sie wächst in Grasfluren und Garigues.

## Systematik
Man kann zwei Unterarten unterscheiden:
- Iris pseudopumila subsp. gozoensis N.Service: Sie kommt nur auf Gozo vor.[2]
- Iris pseudopumila subsp. pseudopumila: Sie kommt in Sizilien, Malta, dem südöstlichen Italien und der nordwestlichen Balkanhalbinsel vor.[2]

## Belege
- Peter Schönfelder, Ingrid Schönfelder: Was blüht am Mittelmeer? (= Kosmos-Naturführer). 1. Auflage. Franckh, Stuttgart 1987, ISBN 3-440-05790-9.